# Дом за пензионере и стара лица у Источом Сарајеву
Дом за пензионере и стара лица у Источом Сарајеву основан је 1997. године, као јавна установа социјалне заштит која обезбеђује становање, исхрану, негу, здравствену заштиту, културно-забавне, рекреативне, окупационе и друге активности, услуге социјалног рада и друге услуге за кориснике који су смештени, зависно од потреба, способности и интересовања корисника.
Капацитет Дома је 144 корисника.

## Историја
Влада Републике Српске оснивач је девет установа социјалне заштите од ширег значаја:
- две установе за збрињавање деце без родитељског старања и деце чији је развој ометен породичним приликама,
- три дома за смештај пензионера и старих лица,
- две установе за смештај деце и омладине ометене у развоју,
- једну установу за инвалидну децу и омлaдину са очуваним менталним способностима.

Закон о социјалној заштити донесен је 1993. године, а мање измене су вршене 1996, 2003. и 2008. године. У период од 1993. до 2009. године како су се мењале  околности везано за регулисање области социјане заштите указала се потреба за доношењем новог закона о социјалној заштити који је 4.априла 2012. године усвојила Народна скупштина РС.
У складу са напред наведеним Дом за пензионере и стара лица у Источном Сарајеву постоји од 1997. године, на основу  одлуке Владе Републике Српске с циљем да обезбеди заштиту и смешта  старим лицима са територије Републике Српске.
Током 2006. године дом је смештен у новизграђени објеката у месту Доње Младице, на подручју општине Источна Илиџа.

## Положај и размештај
Дом за пензионере и стара лица у Источном Сарајеву је смештен у наменској згради окруженој лепо сређеним двориштем у коме се издвајају руже, али и друго украсно биље,  у Улици Војина Комадине 13 (бивша Карађорђева 2) у  градској четврт Доње Младице у општини Источна Илиџа, град Источно Сарајево, Република Српска, Босна и Херцегоовина.
Дом се налази у мирном делу града, изолован од буке и негативних спољних утицаја, на парцели од 8.900 м2. Нови објекти Дома изграђени су 2006. године и пружају добре услове за угодан боравак. Већина соба је једнокреветних и двокреветних, капацитета 144 лежаја. Све собе имају телефонску и ТВ везу, као и систем обезбеђења. На сваком спрату се налази дневни боравак и чајна кухиња. Заједнички простори укључују ресторан, клуб, радионице радне терапије, фризерски салон и предворје.

## Смештај у дом
У ову установу социалне заштите смештају се стара лица на подручју Републике Српске. Потписивањем уговора о смештају између Дома за пензионере и стара лица у Источом Сарајеву и лица заинтересованог за смештај, односно његовог старатеља, произилазе права и обавезе за обе уговорне стране, а сходно одредбама Законa о облигационим односима.
Право на смештај у ову установу социјалне заштите у смислу одредби Закона о социјалној заштити имају стара лица која због неповољних здравствених, социјалних, стамбених и породичних прилика нису у могућности да живе у породици, односно у домаћинству.
Трошкове смештаја, односно део трошкова у установу која пружа услуге социјалне заштите сноси корисник заштите, родитељ, односно сродник који је дужан да издржава корисника, надлежни орган или друга организација и лица која су преузела плаћање трошкова.
Поступак за признавање права на смештај у установу покреће се на захтев лица које се налази у стању социјалне потребе код месно надлежног центра за социјални рад односно центра за социјални рад на чијем се подручју налази пребивалиште лица о чијем се праву решава.

## Задаци установе
Дом за пензионере и стара лица у Источом Сарајеву као јавна установа социјалне заштите у својим објектима прима и смешта стара лица у наменски граженој згради
Установа прима самосталне, полунезависне и зависне корисник и у складу са њиховим потребама и рехабилитационим потенцијалима, обезбеђује:
Удруженост физичке са психичком некада и социјалном декомпензацијом намеће потребу за пружање помоћи од других лица у Дому
- становање (у двокреветним и вишекреветним собама),
- негу,
- исхрану (у складу са полумесечним јеловником),
- услуге вешераја (прање и пеглање постељине и прање и пеглање личне одеће, и саставни су део обавеза Дома из Уговора о смјештају)
- здравствену заштита (у зависности од потреба корисника),
- културнозабавне и рекреативне активности,
- радно окупационе и културно-забавне и рекреативне активности (у зависности од интересовања и менталних и физичких способности корисника),
- услуге социјалне заштите (пријем, адаптација, индивидуални, групни рад са корисницима),
- бригу о тешким болесницима, психо-социјалну подршку тешким болесницима и члановима њихових породица, у циљу подизања квалитет живота, смањивање болова и непријатних симптоме болести. Ову врсту неге пружа стручни тим: социјални радник, лекар, медицинске сестре и неговатељице, у сарадњи са породицом.

Дом обезбеђује и следеће додатне услуге:
- Смештај у једнокреветној соби или апартману
- Могућност повезивања кабловске телевизије у собу
- Превоз санитетским возилом корисника са медицинском пратњом ван подручја општине Приједор
- Већи број недељних купања корисника услуга
- Берберске и фризерске услуге

## Спољаше везе
- Дом за пензионере и стара лица у Источом Сарајеву - веб страница Дома
- Источно Сарајево - Дом за старија лица РТРС 6. јун 2013.